# Poses, Eure
Poses là một xã thuộc tỉnh Eure trong vùng Normandie miền bắc nước Pháp.